# 상월곡역
상월곡(한국과학기술연구원)역(Sangweolgok(KIST)Station, 上月谷(韓國科學技術硏究院)驛)은 서울특별시 성북구 상월곡동에 위치한 서울 지하철 6호선의 전철역이다. 한국철도공사의 부역명 제도와는 다르다. 역 인근에 한국과학기술연구원이 있다.

## 역사
- 2000년 8월 7일 : 서울 지하철 6호선 상월곡 ~ 봉화산 구간 개통과 함께 종착역으로 영업 개시
- 2000년 12월 15일 : 서울 지하철 6호선 상월곡 ~ 응암순환 구간 개통으로 중간역 전환

## 역 구조
승강장은 개통 당시 주박을 위해 2면 3선 혼합식 승강장으로 만들었으며, 현재도 아침에 상월곡 출발 열차 1편성이 있다. 다만 야간 주박 없이 신내차량사업소에서 상월곡으로 회송하여 응암방향 첫차 운행을 시작한다. 7호선 청담역과 같은 구조지만, 2000년 개통 초 상월곡 ~ 봉화산 구간을 운행했던 영향으로 신내 방향에 유치선이 있다. 현재는 이 선로를 야간 주박용으로 이용하지 않고, 가끔씩 중정비를 위해 도봉차량사업소로 회송하는 전동열차들이 잠시 대기하는 용도로만 이용하고 있다.

### 승강장
| 월곡 ↑      |
| 하 \| 상 \| |
| ↓ 돌곶이    |

| 상행 | ● 서울 지하철 6호선 | 월곡(동덕여대)·고려대(종암)·삼각지 · 응암 방면 |
|      | ● 서울 지하철 6호선 | 주박하지 않음(신내에서 회송)                   |
| 하행 | ● 서울 지하철 6호선 | 돌곶이 · 석계 · 태릉입구 · 신내 방면           |

## 역 주변
- 월곡중학교
- 우남아파트
- 동아아파트
- 장위2동 행정복지센터
- 서울월곡초등학교
- 석관동우체국
- 성북구립정보도서관
- 월곡2동 치안센터
- 동덕여자대학교 중문
- 성북구도시관리공단
- 한국과학기술연구원

## 이용객 변동
2000년 자료는 개통일인 2000년 8월 7일부터 12월 31일까지 147일간의 집계를 반영한 것이다.
| 노선  | 노선   | 일평균 인원수 (명/일) | 일평균 인원수 (명/일) | 일평균 인원수 (명/일) | 일평균 인원수 (명/일) | 일평균 인원수 (명/일) | 일평균 인원수 (명/일) | 일평균 인원수 (명/일) | 일평균 인원수 (명/일) | 일평균 인원수 (명/일) | 일평균 인원수 (명/일) | 각주  |
| 노선  | 노선   | 2000년                | 2001년                | 2002년                | 2003년                | 2004년                | 2005년                | 2006년                | 2007년                | 2008년                | 2009년                | 각주  |
| ----- | ------ | --------------------- | --------------------- | --------------------- | --------------------- | --------------------- | --------------------- | --------------------- | --------------------- | --------------------- | --------------------- | ----- |
| 6호선 | 승차   | 3,139                 | 4,479                 | 5,740                 | 6,670                 | 6,945                 | 6,948                 | 6,935                 | 6,923                 | 6,961                 | 6,987                 | [ 2 ] |
| 6호선 | 하차   | 3,111                 | 4,024                 | 5,251                 | 5,957                 | 6,221                 | 6,240                 | 6,257                 | 6,236                 | 6,309                 | 6,324                 | [ 2 ] |
| 6호선 | 승하차 | 6,250                 | 8,503                 | 10,990                | 12,626                | 13,166                | 13,187                | 13,192                | 13,158                | 13,270                | 13,311                | [ 2 ] |
| 노선  | 노선   | 2010년                | 2011년                | 2012년                | 2013년                | 2014년                | 2015년                | 2016년                | 2017년                |                       |                       | [ 2 ] |
| 6호선 | 승차   | 6,861                 | 6,706                 | 6,768                 | 6,797                 | 6,698                 | 6,687                 | 6,448                 | 6,283                 |                       |                       | [ 2 ] |
| 6호선 | 하차   | 6,133                 | 5,950                 | 6,105                 | 6,202                 | 6,131                 | 6,159                 | 5,904                 | 5,776                 |                       |                       | [ 2 ] |
| 6호선 | 승하차 | 12,994                | 12,656                | 12,873                | 12,999                | 12,829                | 12,846                | 12,352                | 12,059                |                       |                       | [ 2 ] |

## 인접한 역
| 서울 지하철 6호선  | 서울 지하철 6호선   | 서울 지하철 6호선    |
| ------------------ | ------------------- | -------------------- |
| 641 월곡 응암 순환 | ● 서울 지하철 6호선 | 643 돌곶이 신내 방면 |

## 사진

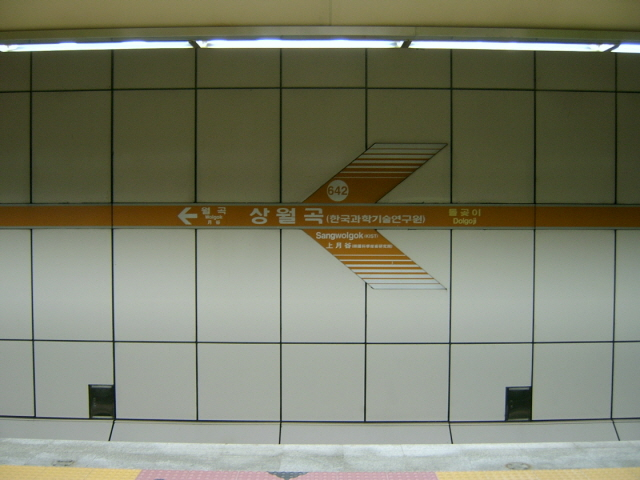
역명판과 승강장 (스크린도어 설치 전)
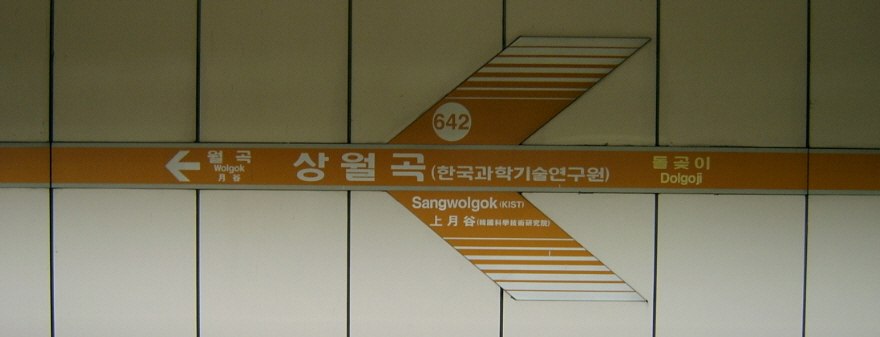
역명판
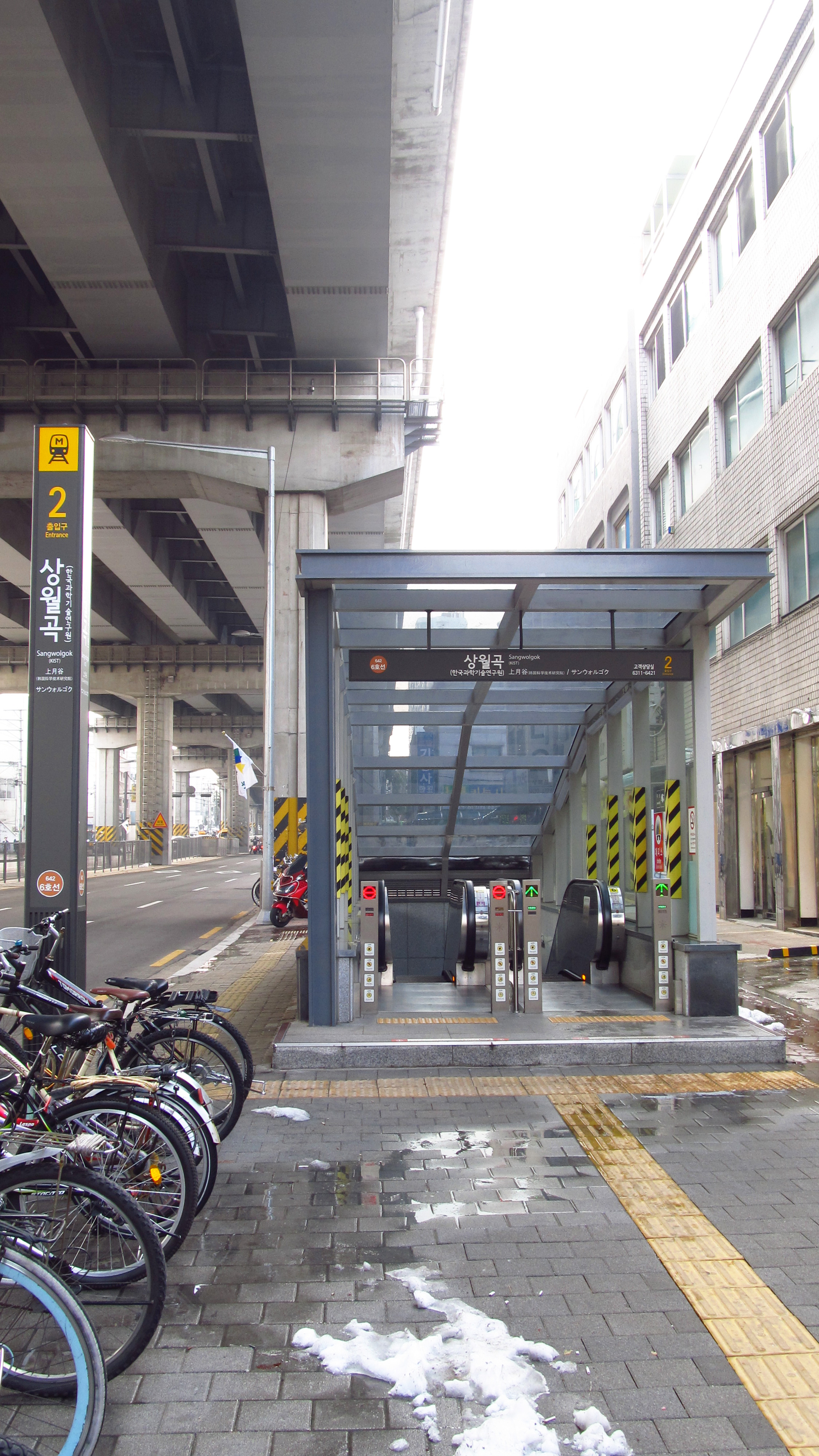
2번출구